# タテアニメ
『タテアニメ』は、2017年6月5日から2018年5月31日まで配信されていた日本のアニメ視聴アプリ。プロダクションIG企画室の大塚裕司プロデューサー発案による、史上初のスマートフォン専用の縦型アニメ配信アプリサービス。2018年6月8日（2018年5月30日、プレオープン）より『アニメBeans（アニメビーンズ）』にリニューアルされた。その後アニメビーンズは2023年3月31日をもって、サービス(配信)終了となった。

## 概要
スマートフォンで視聴することを前提とし、通常テレビサイズと異なる縦画面で観賞する約3分の短編アニメを配信している。Production I.Gが運営している。第1話はすべて無料で、ログイン、アプリ内広告視聴、有料課金で貯まるポイントを消費して視聴する。
電車の移動時間で気軽に視聴するメディアを指向しており、テレビアニメではなく、スマートフォン向けゲーム、漫画アプリ、SNSなどライトなスマートフォン向けコンテンツと競合を企図している。
サービス開始は2017年4月の予定が6月5日に延期された。
プロダクション・アイジーのほか、サミー、エムアップ、博報堂DYメディアパートナーズ、刻キタル、YDクリエイションが共同で本事業に参画している。
2017年7月に、IGポートグループのコンテスト『プロジェクトBIGSHIP』のタテアニメ部門が募集されて独自賞としてアプリ内の配信が予定される。
2018年5月までに旧アプリの運用を終了し新アプリへと移行。
2023年3月31日をもって後継サービスのアニメビーンズのサービス(配信)終了

## 作品一覧

### タテアニメで配信
| 作品名                           | 原作                      | 配信開始日      | 最終話配信日    | 備考         |
| -------------------------------- | ------------------------- | --------------- | --------------- | ------------ |
| てぃ先生                         | てぃ先生 ゆくえ高那       | 2017年 6月5日   | 2017年 6月16日  |              |
| ルナたん 〜1万年のひみつ〜       | 西健一 倉島一幸           | 2017年 6月5日   | 2017年 7月29日  | 全話無料配信 |
| アフリカのサラリーマン           | ガム                      | 2017年 6月5日   | 2017年 6月30日  |              |
| 残念女幹部ブラックジェネラルさん | jin                       | 2017年 6月5日   | 2017年 7月21日  |              |
| できるかな                       | 西原理恵子                | 2017年 6月5日   | 2017年 8月30日  |              |
| タテアニメ版 秘密結社鷹の爪GT    |                           | 2017年 6月5日   | 2017年 8月29日  |              |
| えのしまんず                     |                           | 2017年 7月17日  | 2017年 9月1日   |              |
| カラダ探し                       | ウェルザード 村瀬克俊     | 2017年 7月31日  | 2017年 8月31日  |              |
| ゴハンスキー                     | 清野とおる                | 2017年 9月4日   | 2017年 11月6日  |              |
| 稲川淳二のすご〜く恐い話         | 稲川淳二                  | 2017年 9月5日   | 2017年 10月6日  |              |
| ジンギスカンのジンくん           | はしあさこ                | 2017年 9月6日   | 2017年 11月8日  |              |
| てぃ先生（未配信エピソード）     | てぃ先生 ゆくえ高那       | 2017年 9月7日   | 2017年 9月28日  |              |
| くるねこ                         | くるねこ大和              | 2017年 10月5日  | 2017年 12月7日  |              |
| ひとり暮らしの小学生             | 松下幸市朗                | 2017年 10月10日 | 2017年 12月12日 |              |
| おしゅしだよ                     | やばいちゃん              | 2017年 10月20日 | 2017年 12月22日 |              |
| バイト先は「悪の組織」!?         | ケルビム                  | 2017年 11月13日 | 2018年 1月15日  |              |
| 孤独のグルメ                     | 久住昌之 谷口ジロー       | 2017年 11月29日 |                 | 不定期配信   |
| 超！タテアニメディア傑作選       |                           | 2017年 12月6日  | 2018年 1月31日  |              |
| めんトリ                         | インクルーズ              | 2017年 12月14日 | 2018年 2月15日  |              |
| 誘惑★オフィスLOVER2              | OKKO                      | 2017年 12月26日 | 2018年 3月6日   |              |
| 猫のロブ                         | 学研プラス MMDGP 南條愛乃 | 2018年 1月12日  | 2018年 3月16日  |              |
| ヤンキーハムスター               | Piso Studio               | 2018年 2月5日   | 2018年 4月9日   |              |
| クイズとき子さん                 | タナカカツキ              | 2018年 2月7日   |                 |              |
| ネコこのゴロ                     | STUDY優作                 | 2018年 3月1日   |                 |              |
| 妖精てぃんてぃん                 |                           | 2018年 3月27日  |                 | 週2話配信    |
| ケッケロケー                     | カフカエミリ MMDGP        | 2018年 4月6日   |                 |              |
| ちびあいりんのゆるやかな日常     | 古川愛李                  | 2018年 4月16日  |                 |              |

### アニメビーンズより配信
- 15歳、今日から同棲はじめます。
- もしもし、てるみです。
- からめるハニー
- めしぬま。
- プロジェクトBIGSHIP タテアニメ部門受賞作品
  - マ☆かのっ!! ～スマホカノジョ～
  - 不条理ロマンティック
  - UNder the COurage
  - エスカレーター
  - MONKEY ＆ FROGGY
- Dot Bit Retro - ぼくだけのクソゲー
- マウスマンミサト・らぶすとーりー/超マウスマン/劇場版マウスマン
- ホリデイラブ 〜夫婦間恋愛〜
- キスまで、あと1秒。
- 珈琲いかがでしょう
- むすんでひらいて
- ギフト±
- 中卒労働者から始める高校生活
- モンキーピーク
- パンと僕のモモちゃん
- 監獄実験-プリズンラボ-

### ヨコアニメ枠
- 進撃の巨人
- 進撃の巨人season2
- 進撃！巨人中学校
- 魔法使いの嫁
- ボールルームへようこそ
- BLOOD-C
- あまんちゅ!
- ケータイ捜査官7
- 神霊狩/GHOST HOUND
- アイスくりたろう
- ケッケロケー（タテアニメから継続配信）
- クイズとき子さん（タテアニメから継続配信）
- ネコこのゴロ（タテアニメから継続配信）
- 猫のロブ（タテアニメから継続配信）
- つぶやきセブン
- あまんちゅ!〜あどばんす〜
- キックハート
- DEAD LEAVES
- たんすわらし。
- わすれなぐも

## 配信作品

### 残念女幹部ブラックジェネラルさん
ドラゴンエイジより『残念女幹部ブラックジェネラルさん』のアニメ化。
キャスト
- ブラックジェネラル、歌 - 田中あいみ
- ブレイブマン、戦闘員  - 酒巻光宏
- ボス、ライトニングマン、戦闘員 - 白石兼斗
- 科学者 - 佳穂成美
- 秘書 - 望田ひまり
- ナレーション、戦闘員 - 岩端卓也

スタッフ
- 原作 - jin『残念女幹部ブラックジェネラルさん』
- 監督 - 上野勇
- 作画 - yoneda
- 音響効果 - キャプテンミライ
- 制作プロデュ－サー - Roger Yamaha
- プロデューサー - 大塚裕司
- アソシエイトプロデューサー - 伊吹眞
- 制作 - ODDJOB
- 協力 - KADOKAWA
- 製作 - タテアニメ

各話リスト
| 話数 | サブタイトル                 | 配信日                                  |
| ---- | ---------------------------- | --------------------------------------- |
| 1    | 第1話×世界征服開始           | 2017年 6月5日（先行） 7月10日（本配信） |
| 2    | 第2話×アットホームな職場です | 7月11日                                 |
| 3    | 第3話×週刊女子力のススメ     | 7月12日                                 |
| 4    | 第4話×迷子の迷子の･･･        | 7月13日                                 |
| 5    | 第5話×第一回世界征服会議     | 7月14日                                 |
| 6    | 第6話×新たなる必殺技         | 7月17日                                 |
| 7    | 第7話×B級映画によくある風景  | 7月18日                                 |
| 8    | 第8話×ヒーローの日常         | 7月19日                                 |
| 9    | 第9話×秘書とプリンと爆発と   | 7月20日                                 |
| 10   | 第10話×RX団 恐怖の新兵器！   | 7月21日                                 |

### タテアニメ版 秘密結社鷹の爪GT
LINE LIVEで配信された『秘密結社鷹の爪GT』をタテアニメ用に編集したもの。人気のあるエピソードをピックアップして配信。
各話リスト
| 話数   | サブタイトル       | 配信日                                  |
| ------ | ------------------ | --------------------------------------- |
| 第1話  | 刑事花水木         | 2017年 6月5日（先行） 7月24日（本配信） |
| 第2話  | マネージャー大作戦 | 7月25日                                 |
| 第3話  | ポイポン7          | 7月26日                                 |
| 第4話  | 君の縄             | 7月27日                                 |
| 第5話  | 人工知能冷やし中華 | 7月28日                                 |
| 第6話  | 豪快に世界征服     | 8月1日                                  |
| 第7話  | ホラー映画大作戦   | 8月8日                                  |
| 第8話  | カクテル           | 8月15日                                 |
| 第9話  | フィリップの葬式   | 8月22日                                 |
| 第10話 | 世界征服職人       | 8月29日                                 |

### えのしまんず
新江ノ島水族館公式サポーター『えのしまんず』のアニメ化。
キャスト
- えの - Bose（スチャダラパー）
- しま - しまおまほ
- ねっとる - 深田純
- みみっく - 河井克夫
- ダイオウグソクムシ - 今井健太
- イシサンゴ - ケイトアロー、山下泰弘、小泉佑太
- ウリクラゲ - 今井健太
- カブトクラゲ - ケイトアロー
- オワンクラゲ - ANI（スチャダラパー）
- イルカ - YUPPA

スタッフ
- 監督 - 上野勇
- 脚本 - ふじきみつ彦
- キャラクターデザイン -  シャシャミン
- アニメーター - ケイトアロー
- 音楽監督 - 藤田好英
- 作曲 - 津田ケイ
- MA - 小長谷啓太（プロセンスタジオ）
- プロデューサー - 小宮雅純、山下泰弘
- 監修 - 江ノ島マリンコーポレーション、新江ノ島水族館
- 制作 - ODDJOB
- 製作・著作 - EMC、ODDJOB
- 歌 - Bose、しまおまほ、深田純

各話リスト
| 話数   | サブタイトル                   | 配信日         |
| ------ | ------------------------------ | -------------- |
| 第1話  | くらげの一生                   | 2017年 7月17日 |
| 第2話  | タコはスゴイ                   | 7月18日        |
| 第3話  | からまったクラゲ               | 7月19日        |
| 第4話  | 海の巨大ダンゴムシ             | 7月20日        |
| 第5話  | サンゴは生き物                 | 7月21日        |
| 第6話  | 憧れの光るクラゲ               | 8月4日         |
| 第7話  | イルカは海の豚                 | 8月11日        |
| 第8話  | カタクチイワシのカタクチって？ | 8月18日        |
| 第9話  | クリオネってなんなの？         | 8月25日        |
| 第10話 | えのすいへ行ってみよう         | 9月1日         |

### ゴハンスキー
週刊SPA!連載グルメマンガのアニメ化。
キャスト
- 清野とおる・ナレーション - 下崎紘史
- 店長 - 浜添伸也

スタッフ
- 監督 - いとうのりひこ

各話リスト
| 話数   | サブタイトル                       | 配信日        |
| ------ | ---------------------------------- | ------------- |
| 第1話  | 「岩のりそばとゴボウ天」の巻       | 2017年 9月4日 |
| 第2話  | 「干しほたるいか」の巻             | 9月11日       |
| 第3話  | 「トラウマ飯 パイナップル」の巻    | 9月18日       |
| 第4話  | 「トラウマ飯 つけ麺怖い」の巻      | 9月25日       |
| 第5話  | 「コケ寿司ってどんな寿司」の巻     | 10月2日       |
| 第6話  | 「ザリガニ食べたい 前編」の巻      | 10月9日       |
| 第7話  | 「ザリガニ食べたい 中編」の巻      | 10月26日      |
| 第8話  | 「ザリガニ食べたい 後編」の巻      | 10月23日      |
| 第9話  | 「コーラが48倍おいしくなる話」の巻 | 10月30日      |
| 第10話 | 「ホッピー飲みの達人」の巻         | 11月6日       |

### 稲川淳二のすご〜く恐い話
稲川淳二原作のオムニバス形式ホラー。
キャスト
- 稲川淳二 - イッキ

スタッフ
- 原作 - 稲川淳二『稲川淳二のすご〜く恐い話』シリーズ（リイド社刊）
- 監督・シリーズ構成・脚本 - 山元隼一
- オープニングアニメーション - 今津良樹
- エンディングイラスト - 植草航
- プロデューサー - 大久保圭
- 製作 - タテアニメ

各話リスト
| 話数   | サブタイトル           | 絵コンテ・演出 | アニメーション | 原作                | 配信日        |
| ------ | ---------------------- | -------------- | -------------- | ------------------- | ------------- |
| 第一話 | おじさんと見た白尾     | 山元隼一       | 泉川直樹（CG） | 新 第4話            | 2017年 9月5日 |
| 第二話 | 這いずり上がってくる男 | 秦俊子         | 秦俊子         | 身代わり人形 第13話 | 9月8日        |
| 第三話 | 勧誘                   | 野中晶史       | 野中晶史       | 身代わり人形 第20話 | 9月12日       |
| 第四話 | 首吊り                 | キム・ハケン   | キム・ハケン   | 身代わり人形 第5話  | 9月15日       |
| 第五話 | おばあちゃんからの電話 | 佐藤美代       | 佐藤美代       | 新 第19話           | 9月19日       |
| 第六話 | 火事を知らせに来た男   | 清家美佳       | 清家美佳       | 新 第25話           | 9月22日       |
| 第七話 | 水の足跡               | 加藤オズワルド | 加藤オズワルド | 身代わり人形 第14話 | 9月26日       |
| 第八話 | バラの廃屋             | 中戸崇広       | 中戸崇広       |                     | 9月29日       |
| 第九話 | 新潟のおばちゃんの話   | マシモユウ     | マシモユウ     | 身代わり人形 第16話 | 10月3日       |
| 第十話 | ベッドで笑う女         | 片山拓人       | 片山拓人       | 身代わり人形 第7話  | 10月6日       |

### おしゅしだよ
twitterで人気となった4コマ漫画のアニメ化。
キャスト
- おしゅし、あまえび、ぶりちー、かっぱまき、てっかまき、かんぴょうまき、いか、あなご、いくら、うに、しらこ、えんがわ、他 - 戸田めぐみ
- しゃけ、あじ、いわし、さんま、ミートボール、いなり、めねぎ、ほたて、かつお、たまご、おちゃ、ナレーション、他 - 平川大輔

スタッフ
- 監督 - 布施木一喜
- 原作 - やばいちゃん
- 協力 - KADOKAWA
- 原作協力 - 清水速登、玉木大督
- 総絵師長 - 呉新
- 絵師 - 塩原政人、宮崎栞里、林佳璿
- 音響監督 - 中條謙自
- 音声演出 - 田中亮
- 音響効果 - 安江史男
- プロデューサー - 大久保圭
- アニメーションプロデューサー - 廣瀬大三
- アニメーション制作 - スタジオクロノス
- 制作協力 - ATTIC INC.
- 製作 - タテアニメ

各話リスト
| 話数   | サブタイトル | 配信日          |
| ------ | --- | --------------- |
| 第1話  | しょゆのつけかたしりーず ほか - 一皿目「しょゆのつけかたしりーず」 - 二皿目「ぴかぴかひかりものだよっ」 - 三皿目「ねたがないのはしかつもんだい」 - 四皿目「しょゆのつけかたしりーず」 - 五皿目「せつないきもちといきていきゅよ」 - 六皿目「こんなひもありゅよねー」         | 2017年 10月20日 |
| 第2話  | ねえねえしゃけしゃけ ほか - 一皿目「ねえねえしゃけしゃけ」 - 二皿目「もじがへんだよっ」 - 三皿目「どうこりょんでもしゃけはしゃけ」 - 四皿目「おにく」 - 五皿目「ひばながみえりゅよ」                                                                                        | 10月27日        |
| 第3話  | いなりあやししゅぎるよっ ほか - 一皿目「みてしまったおしゅしだよっ」 - 二皿目「いなりあやししゅぎりゅよっ」 - 三皿目「おばきかとおもったよっ」 - 四皿目「やしゃいなのにおしゅしなの？」 - 五皿目「ねぎのことならめねぎばたけへ」 - 六皿目「しゅみのれべりゅをこえてりゅよ」 | 11月3日         |
| 第4話  | えびのじゃんぷはきけんすぎ ほか | 11月10日        |
| 第5話  | きょうふのじどりたいけんだよっ ほか | 11月17日        |
| 第6話  | ほたてのおうちはいいおうち ほか | 11月24日        |
| 第7話  | いいおとこにはいいおんな～ ほか | 12月1日         |
| 第8話  | えんがわちゃんはしゃいが～るっ ほか | 12月8日         |
| 第9話  | こんしんのいっぱつげいだよっ ほか | 12月15日        |
| 第10話 | まいにちしあわせいいいちにち ほか | 12月22日        |

### バイト先は「悪の組織」!?
漫画化もしている『エブリスタ』で配信されたケルビム作のWeb小説のアニメ化。
キャスト
- 蒼倉有久 - 小越勇輝
- 蒼倉千里 - 須田裕莉香
- 蒼倉宗二 - 工藤沙貴
- 月白命/レディウルフ - 岩元絵美
- Dr.ラキア - 井澤佳の実
- カーバン - 木村卓寛（天津）
- 総首領 - ますもとたくや
- セイレン - 古俣麻弥
- 赤井正義/ファイナルファイヤー・レッド - 榎本雄二
- 桃源聖子/ファイナルファイヤー・ピンク - 山本真由美
- 青空善治/ファイナルファイヤー・ブルー - 寺下和輝

スタッフ
- 原作 - ケルビム（エブリスタ掲載）
- 原作協力 - 川崎龍一郎
- 協力 - エブリスタ
- 監督 - 木村好克
- 脚本 - 何万字角蔵
- キャラクターデザイン - 玉澤志保
- プロデューサー - 大久保圭
- 企画プロデューサー - 大塚裕司
- アソシエイト・プロデューサー - 牧野治康、伊吹眞、井上亜希
- アニメーションプロデューサー - 熊谷仁志
- アニメーション制作 - ハートビット
- 製作 - タテアニメ

各話リスト
| 話数   | サブタイトル                                | 配信日          |
| ------ | ------------------------------------------- | --------------- |
| 第一話 | 最初からクライマックス                      | 2017年 11月13日 |
| 第二話 | どうして それは愛ゆえに                     | 11月20日        |
| 第三話 | 若さって 振り向かないことさ                 | 11月27日        |
| 第四話 | 兄はバイトで大地に立って 妹、正義で宙に舞う | 12月4日         |
| 第五話 | お前の罪を数えろ                            | 12月12日        |
| 第六話 | さあて、稼ぎますか                          | 12月18日        |
| 第七話 | SWICH ON!                                   | 12月25日        |
| 第八話 | 決まりきらないポーズでも                    | 2018年 1月1日   |
| 第九話 | だがその腕前は日本じゃ二番目                | 1月8日          |
| 第十話 | きりきり舞い 最後にバンザイ                 | 1月15日         |

### めんトリ
LINEスタンプ『面倒だがトリあえず返信』公式キャラクターのアニメ化。
キャスト
- めんトリ - 阿澄佳奈
- 妹、ナレーション - 佐藤はな
- ヒデヨシ - 浜添伸也
- ひよこ - 篠原侑
- ぺんぐんくん - 中島卓也

スタッフ
- 監督 - 市川量也
- プロデューサー - 大塚裕司
- 監修 - インクルーズ
- 脚本 - 尾上永晃
- 絵コンテ・演出・アニメーション - 折笠真由美、清水朱音
- アニメーション制作 - ドメリカ

各話リスト
| 話数   | サブタイトル                                                                                  | 配信日          |
| ------ | --------------------------------------------------------------------------------------------- | --------------- |
| 第1話  | 『めんトリ体操』編 『自己紹介』編、『セリフ無し』編                                           | 2017年 12月14日 |
| 第2話  | LINE『既読スルー』編 『青春』編                                                               | 12月21日        |
| 第3話  | 『めんトリ体操第二』編 『世界名作劇場 〜走れめんトリ〜』編                                    | 12月28日        |
| 第4話  | 『青い鳥』編                                                                                  | 2018年 1月4日   |
| 第5話  | 「めんどくさいオムニバス」回 『MEN BIRD』編 『代筆』編 『ドット絵』編 『人形』編 『まとめ』編 | 1月11日         |
| 第6話  | 『ちゃんとやる』編 『どうしためんトリ』編                                                     | 1月18日         |
| 第7話  | 『（めん）トリ1話』編                                                                         | 1月25日         |
| 第8話  | LINE『壷』編 『めんトリ大発明』編                                                             | 2月1日          |
| 第9話  | 『めんどくさがリンピック』編                                                                  | 2月8日          |
| 第10話 | 『爆弾処理』編                                                                                | 2月15日         |

### 誘惑★オフィスLOVER2
女性向け恋愛シミュレーションゲームアプリ『OKKO Sweet Romance』シリーズのアニメ化。
キャスト
- 山縣翔 - 山中真尋
- 上条健一郎 - 濱野大輝
- 四宮慶 - 阿部敦
- 立花律 - 中澤まさとも

各話リスト
| 話数   | サブタイトル                              | 配信日          |
| ------ | ----------------------------------------- | --------------- |
| 第1話  | 山縣翔編0『魔法は、いつでも。』           | 2017年 12月26日 |
| 第2話  | 山縣翔編1『とけた魔法、その先に』         | 2018年 1月9日   |
| 第3話  | 四宮慶編1『一夜限りのシンデレラ』         | 1月16日         |
| 第4話  | 上条健一郎編1『ざわめく心』               | 1月23日         |
| 第5話  | 立花律編1『立花律という男』               | 1月30日         |
| 第6話  | 四宮慶編2『大人の純愛』                   | 2月6日          |
| 第7話  | 上条健一郎編2『芽生えた恋の行く先』       | 2月13日         |
| 第8話  | 立花律編2『そして、恋に落ちる』           | 2月20日         |
| 第9話  | 山縣翔編2『とけない魔法は、この手の中に』 | 2月27日         |
| 第10話 | 山縣翔編EX『葉山陽向の魔法』              | 3月6日          |

### 猫のロブ
『瀬戸にゃん海』内で放送の短編アニメをタテアニメ向けに編集。
各話リスト
| 話数   | サブタイトル           | 配信日         |
| ------ | ---------------------- | -------------- |
| 第1話  | 肉球のはなし           | 2018年 1月12日 |
| 第2話  | ごはんのはなし         | 1月19日        |
| 第3話  | またたびのはなし       | 1月26日        |
| 第4話  | くちの黒いやつのはなし | 2月2日         |
| 第5話  | ペットボトルのはなし   | 2月9日         |
| 第6話  | 午後2時ごろのはなし    | 2月16日        |
| 第7話  | 目薬のはなし           | 2月23日        |
| 第8話  | 毛糸のはなし           | 3月2日         |
| 第9話  | ダンボールのはなし     | 3月9日         |
| 第10話 | 毛玉のはなし           | 3月16日        |

### ヤンキーハムスター
YouTubeとAmazonプライムで配信の短編アニメをタテアニメ向けに編集。
キャスト
- リーゼント、後輩 - いくピソ
- モヒカン、飼い主 - ゆうピソ

スタッフ
- 監督・制作・脚本 - ゆうピソ、いくピソ
- デザイン - いくピソ

各話リスト
| 話数   | サブタイトル       | 配信日        |
| ------ | ------------------ | ------------- |
| 第1話  | ヤンキーハムスター | 2018年 2月5日 |
| 第2話  | 武勇伝             | 2月12日       |
| 第3話  | 後輩登場           | 2月19日       |
| 第4話  | ガチンコ           | 2月26日       |
| 第5話  | お散歩攻防戦       | 3月5日        |
| 第6話  | 若気の至り         | 3月12日       |
| 第7話  | クッション         | 3月19日       |
| 第8話  | 招かれざる客       | 3月19日       |
| 第9話  | 新しいおもちゃ     | 4月2日        |
| 第10話 | 若気の至り再び     | 4月9日        |

### クイズとき子さん
中京テレビ『はやりば』内で放送の短編アニメをタテアニメ向けに編集。
キャスト
- とき子さん - 南條愛乃
- 編集長 - タナカカツキ
- おかあちゃん - 平山笑美
- お父ちゃん - 大槻ケンヂ
- 矢崎さん - 高橋健介
- 平田くん - 沢城千春

スタッフ
- 原作・脚本 - タナカカツキ
- 企画 - 青木繁治、福井政文
- プロデューサー - 水野元、千葉洋史、海部幹男
- 監督 - 矢立きょう
- アニメーション制作 - 勝鬨スタジオ
- 音響監督 - 鹿志村聡
- 録音スタジオ - スタジオアーム
- 音響制作担当 - 上原翔、スペルバウンド
- 製作 - 中京テレビ放送、住友商事、MMDGP、徳間ジャパンコミュニケーションズ、日本クラウン

各話リスト
| 話数   | 配信日        |
| ------ | ------------- |
| 第1話  | 2018年 2月7日 |
| 第2話  | 2月14日       |
| 第3話  | 2月21日       |
| 第4話  | 2月28日       |
| 第5話  | 3月7日        |
| 第6話  | 3月14日       |
| 第7話  | 3月21日       |
| 第8話  | 3月29日       |
| 第9話  | 4月4日        |
| 第10話 | 4月11日       |
| 第11話 | 4月18日       |
| 第12話 | 4月25日       |
| 第13話 | 5月2日        |
| 第14話 | 5月9日        |
| 第15話 | 5月16日       |
| 第16話 | 5月23日       |

### ネコこのゴロ
勝鬨スタジオと住友商事が企画制作、STUDY優作と共同製作し、中京テレビ『ニャンだ?フル チャンネル』・TOKYO MX『ニャンだ？フルテレビ』でテレビ放送の短編アニメをタテアニメ向けに編集。
キャスト
- 九成茉凜
- 水世晶己
- 本田和希
- 石井花奈
- 大塚智則

スタッフ
- 原作 - STUDY優作/MMDGP
- キャラクター原案・脚本 - STUDY優作
- アニメーションスタジオ - 勝鬨スタジオ
- 監督 - 尾中たけし
- 音楽 - 口笛太郎
- 音響制作 - チャンスイン
- 音響監督 - 大塚智則

各話リスト
| 話数   | 配信日        |
| ------ | ------------- |
| 第1話  | 2018年 3月1日 |
| 第2話  | 3月8日        |
| 第3話  | 3月15日       |
| 第4話  | 3月22日       |
| 第5話  | 3月29日       |
| 第6話  | 4月5日        |
| 第7話  | 4月12日       |
| 第8話  | 4月19日       |
| 第9話  | 4月26日       |
| 第10話 | 5月3日        |
| 第11話 | 5月10日       |
| 第12話 | 5月17日       |
| 第13話 | 5月24日       |

### 妖精てぃんてぃん
サワイ企画のオリジナルアニメ。
キャスト
- 妖精てぃんてぃん - 宍戸智恵
- サワイ - 福間竣兵
- じゅんこ - 町田美優
- 店長 - 高木謙成

スタッフ
- アニメーション制作 - サワイ企画
- 監督 - 澤井俊洋
- プロデューサー - 大塚裕司  大久保圭

各話リスト
| 話数   | サブタイトル                     | 配信日         |
| ------ | -------------------------------- | -------------- |
| 特番   | 妖精てぃんてぃん配信前特番       | 2018年 3月20日 |
| 特番   | てぃんてぃんといっしょ♪後編      | 3月23日        |
| 第1話  | 登場！小さなてぃんてぃん         | 3月27日        |
| 第2話  | 妖精が見える男                   | 3月10日        |
| 第3話  | てぃんてぃんでかくなる           | 4月3日         |
| 第4話  | てぃんてぃん小さくなる           | 4月6日         |
| 第5話  | てぃんてぃんの力                 | 4月10日        |
| 第6話  | てぃんてぃん頭を垂れる           | 4月13日        |
| 第7話  | 不良少女とてぃんてぃんと         | 4月17日        |
| 第8話  | サワイの男メシ                   | 4月20日        |
| 第9話  | 真夜中のてぃんてぃん             | 4月24日        |
| 第10話 | じゅんことてぃんてぃん           | 4月27日        |
| 第11話 | 夢見るサワイ                     | 5月2日         |
| 第12話 | てぃんてぃんと宇宙人と           | 5月5日         |
| 第13話 | 人生いろいろてぃんてぃんいろいろ | 5月8日         |
| 第14話 | 掃除とてぃんてぃん               | 5月11日        |
| 第15話 | てぃんてぃんと不思議なキノコ     | 5月15日        |
| 第16話 |                                  | 5月18日        |
| 第17話 |                                  | 5月22日        |
| 第18話 |                                  | 5月25日        |
| 第19話 |                                  | 5月29日        |

### ケッケロケー
TOKYO MX『あにまる劇場』、関西テレビ『音エモン』、中京テレビ『ニャンだ？フルチャンネル』、テレビ信州で放送のアニメ。
キャスト
- ケッケロ - 新田恵海
- ケー - 飯田里穂

スタッフ
- 原作 - カフカエミリ/MMDGP
- アニメーション制作 - 勝鬨スタジオ
- キャラクターデザイン・脚本 - カフカエミリ
- 監督 - 河村康平
- 背景 - ゴトウシズカ
- 音響制作 - チャンス イン
- 音響監督 - サイトウユウ

主題歌
OP楽曲「兄弟探しだケー」
作詞・作曲 - 川村康平 歌 - ぺろさん なぎさん おにぎりんさん
END曲「Summer☆Panty」
作詞 - 白幡いちほ / 作曲・編曲 - Seiji Iwasaki / 歌 - 劇場版ゴキゲン帝国
各話リスト
| 話数  | サブタイトル    | 配信日        |
| ----- | --------------- | ------------- |
| 第1話 | かえる やめる   | 2018年 4月6日 |
| 第2話 | かえる わすれる | 4月13日       |
| 第3話 | かえる たべる   | 4月20日       |
| 第4話 | かえるなくなる  | 4月27日       |
| 第5話 | かえる ふるえる | 5月4日        |
| 第6話 | かえる のびる   | 5月11日       |
| 第7話 | かえる とける   | 5月18日       |
| 第8話 |                 | 5月25日       |

### ちびあいりんのゆるやかな日常
元SKE48でフリーイラストレーターの古川愛李によるショート漫画をアニメ化。
キャスト
- ちびあいりん - 古川愛李（本人役）
- あざとクマ - 朝日奈丸佳
- 筆のようせい - 織江珠生
- すいまさん - 白石兼斗
- うちゅうじん - 新田杏樹
- ケサラン - 伏見はる香

スタッフ
- 脚本 - 古川愛李
- アニメーション制作・監督 - いとうのりひこ
- アフレコ演出 - 伊藤巧
- 音響演出 - 中井雄介
- プロデュース - プロダクションI.G

各話リスト
| 話数  | サブタイトル                | 配信日        |
| ----- | --------------------------- | ------------- |
| 第1話 | ちびあいりんとあざとクマ1   | 2018年 4月6日 |
| 第2話 | ちびあいりんとあざとクマ2   | 4月23日       |
| 第3話 | ちびあいりんとあざとクマ3   | 4月30日       |
| 第4話 | ちびあいりんときのこ1       | 5月7日        |
| 第5話 | ちびあいりんときのこ2       | 5月14日       |
| 第6話 | ちびあいりんときのこ3       | 5月21日       |
| 第7話 | ちびあいりんと筆のようせい1 | 5月28日       |

### もしもし、てるみです。
キャスト
- てるみさん - 内田真礼
- 鈴太郎 - 西山宏太朗
- クロちゃん・みっくん - 土田玲央
- 江須奈 - 青山玲菜
- 優・みちる - 稗田寧々
- 琵琶・小保山さん - 大井麻利衣
- パク田コピえもん - 上西哲平

スタッフ
- 原作 - 水沢悦子
- OPアニメーション制作 - スタジオななほし
- 3DCG model - DJ O-inary、齋藤孝志
- 音楽制作 - すどうゆうき
- 録音 - スリーエススタジオ
- 音響制作 - ハーフエイチピースタジオ
- 音響制作担当 - 佐藤当史
- 制作 - ウサギ王
- 製作 - アニメビーンズ

主題歌「キミと、」
- 作詞・作曲・編曲 - lethe

## うたうタテアニメ
アプリ内で配信のミュージックビデオ。
「Don't cry」
作詞・作曲・歌 -中塚詩音
『てぃ先生』オープニングテーマ。2017年6月5日配信。
「キャッキャッキャッフラメンコ」
作詞・作曲 - 吉田竜夫 / 歌 - みるちぃ
2017年6月5日配信。
「パンダのブルース」
作詞・作曲・歌 - みるちぃ
2017年12月19日配信。

## 超！タテアニメディア
『超！タテアニメディア』とは、LINE LIVEで2017年10月11日より毎月第二・第四水曜日隔週配信のアニメ情報番組。MCはアニメ芸人天津向と声優町田美優。タテアニメと学研プラス運営アニメ情報ポータルサイト『超！アニメディア』の協同公式チャンネルとなる。番組内でアンコール配信も行われる。
『孤独のグルメ』の製作の遅れもあり、2017年12月6日以降ゲストトークを中心に編集した『超！タテアニメディア傑作選』がタテアニメで配信されている。
2018年6月8日より『超!アニメビーンズチャンネル』にリニューアル。
タテアニメ内傑作選
| 話数  | ゲスト出演             | 配信日         |
| ----- | ---------------------- | -------------- |
| 第1回 | 春日森春木監督         | 2017年 12月6日 |
| 第2回 | 戸田めぐみ             | 12月13日       |
| 第3回 | 芦名みのる監督         | 12月20日       |
| 第4回 | 井澤佳の実             | 12月27日       |
| 第5回 | 田中あいみ             | 1月10日        |
| 第6回 | 小越勇輝               | 2018年 1月17日 |
| 第7回 | 小越勇輝、天津木村     | 1月24日        |
| 第8回 | 小越勇輝、木村好克監督 | 1月31日        |